# Йоган ван Олденбарневелт
Йоган ван Олденбарневелт (нід. Johan van Oldenbarnevelt; 14 вересня 1547, Амерсфорт — 13 травня 1619, Гаага) — голландський державний діяч, дипломат часів Нідерландської революції.

## Життєпис

### Молоді роки
Походив з родини середніх статків. Син Герріта ван Ауденбарневелта, купця і керуючого арештованим майном, та Деліани ван Веде. Народився 1547 року в місті Амерсфорт. У підлітковому віці Йоган отримав спадок від родичів по материнській лінії, що сприяло його незалежності. 1564 року перебирається до Гааги, де йде на службу до тамтешнього адвоката.
1566 року вступає до Лувенського університету на правничий факультет. Водночас змінив прізвище на Олденбарневелт. Продовжив навчання в Буржському (1566—1567 роки), Кельнському (1567 рік), Гайдельберзькому (1568 рік) і Падуанському (1569 рік) університетах. Під час навчання в Гайдельберзі перейшов з католицтва до кальвінізму.

### Участь в революції
У 1570 році, повернувшись до Гааги, стає адвокатом у Суді графств Голландія, Зеландія і Західна Фризландія. З розгортанням революції в Нідерландах проти іспанського панування у 1572 році Йоган ван Олденбарневелт перебирається до Дельфта, де стає прихильником Вільгельма I Оранського. Призначається адвокатом Дельфландської водної ради. 1573 року увійшов до складу міської міліції під час облоги Гарлему. 1574 року керував знищенням гребель та відкриттям шлюзів у південній Голландії, що дозволило врятувати Лейден від іспанців. 1575 році оженився з небогою Якоба ван Утрехта, регента (очільника) Делфта, отримавши чималий посаг. 1576 року обирається пенсіонарієм (міським адвокатом) Роттердама. На цій посаді перебував до 1586 року.
1579 році увійшов до комісії штатів Голландії, Зеландії та Західної Фризландії з питань фінансів й морських справ. Відіграв визначну роль в укладанні Утрехтської унії.
1582 році делеговано представляти Голландію в Генеральних штатах Нідерландів, що засідали в Дельфті. Водночас стає наближеним до Вільгельма Оранського. 1584 році після загибелі Вільгельма Оранського стає помічником й порадником молодого графа Моріца Нассауського, сина Вільгельма. Завдяки ван Олденбарневелту останній призначається головою Державної ради. 1585 року сприяв призначенню Моріца штатгальтером Голландії й Зеландії, а також керівником усіх Північних Нідерландів.

### Пенсіонарій
1586 року Йогана ван Олденбарневелт призначено земельним адвокатом (ландспенсіонарієм) Штатів Голландії та Західної Фризландії. Також представляв останні в Генеральних Штатах. Сприяв розширенню функцій ландспенсіонарія Голландії, поступово перебравши справу проведення генеральних Штатів та керівництво Республікою Об'єднаних провінцій, взявши під контроль фінанси, зовнішню політику. Водночас Моріц Нассауський зосередив увагу на військових кампаніях. 1598 року пенсіонарій домігся визнання республіки з боку Англії та Франції.
Втім у 1600 році, коли Йоган ван Олденбарневелт фактично змусив Моріца вдертися до Фландрії, де голландці з великими труднощами здобули перемогу, стосунки між пенсіонарієм і штатгальтером почалися погіршуватися. Водночас Моріц збільшував владу в інших провінціях республіки.
1602 року ван Олденбарневелт ініціював створення Голландської Ост-Індійської компанії, спрямованої на розширення торгівлі та створення колоній на узбережжя Індійського океану. 1603 року був фактичним очільником делегації на коронації англійського короля Якова I Стюарта.
Водночас пенсіонарій очолив «партію миру», яка вважала необхідним укладання мирного договору з Іспанією з огляду на успіхи голландського війська. Проти цього виступив штатгальтер Моріц, який вважав можливим приєднати до республіки Південні Нідерланди. Втім ван Олденбарневелт 1609 року уклав з Іспанією Дванадцятирічне перемир'я.
У наступні роки стосунки між пенсоніарієм і штатгальтером далі погіршувалися через бажання останнього перебрати всю владу в республіці й фактично стати монархом. Пенсіонарій спирався на буржуазію та релігійну течію армініан. Моріц своєю чергою мав підтримку шляхти й кальвіністських консисторій, а також течії гомаристів.

### Загибель
У 1617 році Йоган ван Олденбарневелт сприяв прийняттю указу Штатами Голландії, за яким дозволялося містам створювати наймані військові загони для придушення заворушень, а також змушував регулярні частини допомагати цим загонам. З цього року назва великий пенсіонарій починає заміщати назву посаду земельного адвоката.
У відповідь штатгальтер спробував здійснити заколот. 1618 року за підтримки частини делегатів Генеральних Штатів та магістрату Амстердаму наказав своїм військам розпустити міські загони, вигнати армініан з магістратів міст усіх провінцій. Слідом за цим Олденбарневелт та його соратники, зокрема Гуго Гроцій, були арештовані. У листопаді в Дордрехті було скликано національний синод, який у травні 1619 року засудив вчення армініан.
20 лютого 1619 року почався суд над Йоганом ван Олденбарневелтом, якого було звинувачено у державній зраді, зокрема таємних стосунках з Іспанією. 12 травня було винесено смертний вирок. 13 травня страчено на площі в Бінненгофі (Гаага).

## Родина
Дружина — Марія, донька Магдалени ван Утрехт.
Діти:
- Гертурда, дружина Ренода ван Бредероде
- Марія, дружина Корнеліса ван дер Мійле
- Ян (помер молодим)
- Реньє (1588—1623)
- Вілльям (1590 — до 1638)